# 3
El año 3 (III) fue un año común comenzado en lunes o martes (las fuentes difieren) según el calendario juliano, y un año común comenzado en lunes del calendario juliano proléptico, en vigor en aquella fecha. En el Imperio romano, era conocido como el Año del consulado de Lamia y Servilio (o menos frecuentemente, año 756 Ab urbe condita). La denominación 3 para este año ha sido usado desde principios del período medieval, cuando la era A. D. se convirtió en el método prevalente en Europa para nombrar a los años.

## Acontecimientos

### Asia Oriental
- El Rey Yuri de Goguryeo traslada la capital de su reino, del fuerte de Jolbon a la fortaleza de Gungnae.

### Europa
- Menneas se convierte en Aqueronte de Atenas.
- Cinco tribus suevas son unificadas por Marbod, Rey de los Marcomanos. La unión de estas tribus representa una amenaza directa al Imperio romano en sus posesiones en las actuales Silesia y Sajonia.

### Imperio romano
- El mandato de Augusto es renovado por un periodo de 10 años.
- Augusto adopta a su nieto, Cayo César, con la firme intención de que sea él quien le suceda. César es hecho procónsul y es enviado en una misión especial a Oriente.
- Lucio Aelio Lamia y Marco Valerio Mesala Mesalino son cónsules en Roma.

## Ciencia y tecnología
- Es inventada, en China, la carretilla.
- En Galia, se empiezan a aplicar las técnicas de arquitectura de los Romanos, como la arquitectura en piedra, las bóvedas de cañón y las bóvedas de crucería.

## Nacimientos
- San Pablo: apóstol cristiano.
- Ban Biao, historiador chino (f. 54).
- María Magdalena.
- Tiberio Claudio Balbilo, astrólogo greco-egipcio.